# Anno 2070 : En eaux profondes
Anno 2070 : En eaux profondes est un jeu vidéo de gestion développé par Related Designs et édité par Ubisoft, sorti en 2012 sur PC. Il fait partie de la série Anno et est une extension du jeu Anno 2070.

## Système de jeu
En eaux profondes ajoute du contenu à Anno 2070 : la classe de population des Génies pour la faction Tech, 30 bâtiments et véhicules inédits, une nouvelle campagne et trois missions ainsi qu'un mode multijoueur intitulé « Domination ».

## Accueil
| Anno 2070 : En eaux profondes |      |       |
| Média                         | Pays | Notes |
| Jeuxvideo.com                 | FR   | 15/20 |